# Herman Knop
Herman Haugen Knop (født 24. januar 2007) er en dansk skuespiller og er søn af skuespiller Joachim Knop og operasangerinde Tuva Semmingsen.

## Film
- Den magiske juleæske (2016)
- Familien Jul 2 - I nissernes land (2016)
- Familien Jul (2014)

## Eksterne links
- Herman Knop på Internet Movie Database (engelsk)
- Herman Knop på Filmdatabasen
- Herman Knop på danskefilm.dk
- Herman Knop på danskfilmogtv.dk
- Herman Knop på Scope
- Herman Knop på The Movie Database (engelsk)
- Herman Knop på danskefilmstemmer.dk